# Guatteria longestipitata
Guatteria longestipitata är en kirimojaväxtart som beskrevs av Robert Elias Fries. Guatteria longestipitata ingår i släktet Guatteria och familjen kirimojaväxter. Inga underarter finns listade i Catalogue of Life.